# Chelovek iz restorana

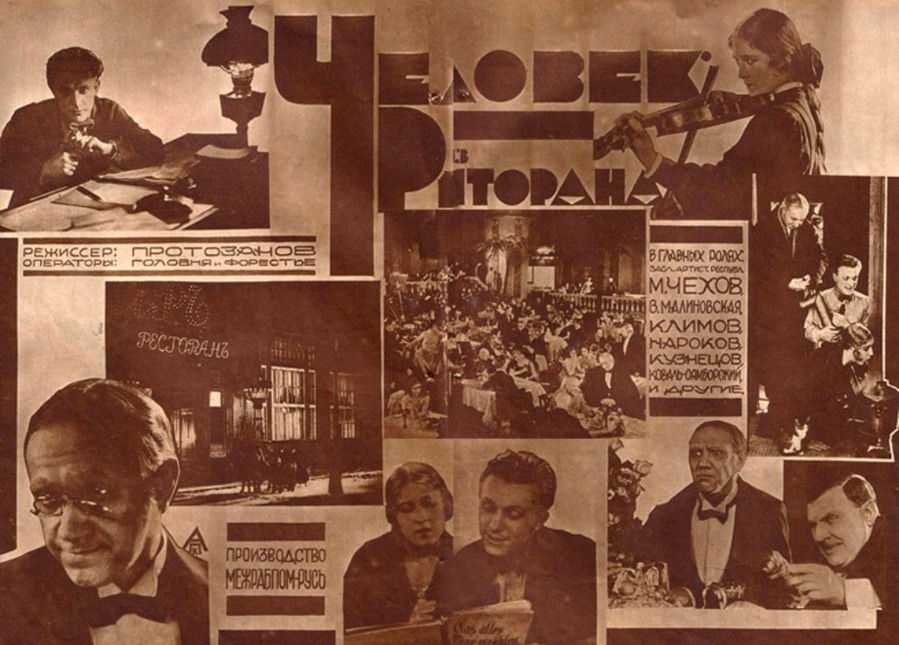
Cartaz do filme.

Chelovek iz restorana é um filme de melodrama soviético de 1927 dirigido por Yakov Protazanov.

## Enredo
O filme se passa em 1917. Pessoas diferentes se reúnem e se divertem no restaurante. Os garçons só podem descansar pela manhã. Um deles, Skorokhodov, só pode passar metade do dia com sua esposa aos domingos e ouvir sua filha tocando violino.

## Elenco
- Michael Chekhov como Skorokhodov
- Mikhail Klimov
- Mikhail Narokov como Karasyov
- Stepan Kuznetsov
- K. Alekseyeva
- Vera Malinovskaya como Natasha
- Ivan Koval-Samborsky como Sokolin
- Arkadiy Blagonravov
- Viktor Gromov
- Rayisa Karelina-Rayich